# Image pieuse
 (novembre 2022).
Dans la tradition catholique, les images pieuses sont des images de dévotion (noir et blanc ou couleur) de petit format (similaire à celui d'une carte à jouer), produites en masse à l'usage des fidèles.

## La tradition catholique après leconcile de Trente

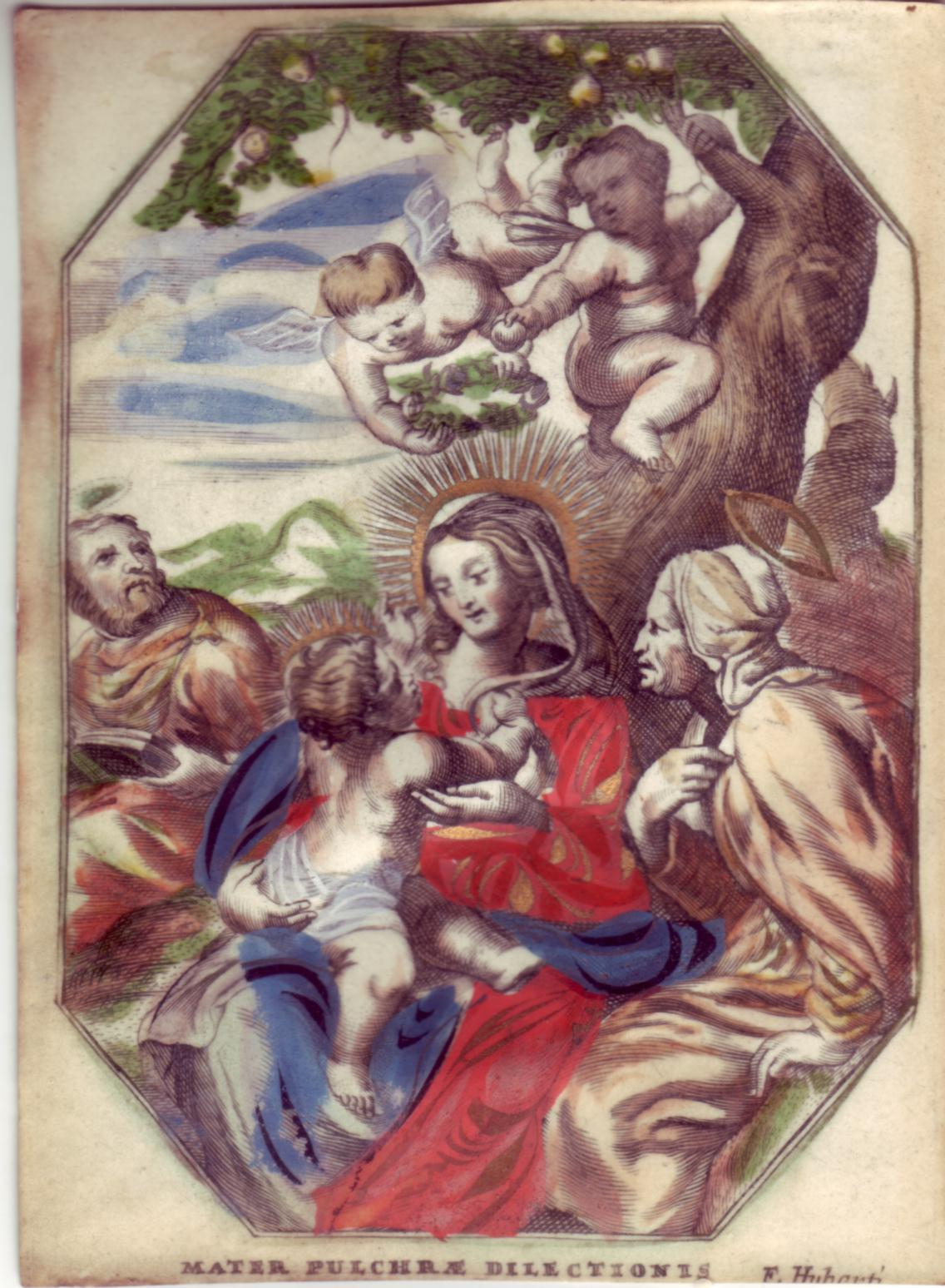
Fr. Huberti (1630/1687) image d'Anvers, taille douce sur parchemin en l'honneur de la Vierge (collect. Jacqueline Doussin)

L’Église, grâce à la propagation de la presse d'imprimerie, s'est attachée à développer dès le XIVe siècle l'édition et la diffusion entre les fidèles de représentations moins artistiques mais tout aussi expressives que ses commandes de prestigieux chefs-d'œuvre religieux.
La première diffusion d’images reproduites en (relativement) grand nombre d’exemplaires commence au XVIe siècle, en particulier autour de la ville d’Anvers. C’est l’époque de la contre-réforme, l’Église catholique cherchant par tous les moyens, sous l’influence des Jésuites, à contrer l’installation du protestantisme. Du XVIe au XVIIIe siècle on compte plus de 170 graveurs dans cette région dont certains travaillent en collaboration avec les grands peintres de cette époque : Dürer, Cranach, Bruegel l’ancien, Bosch.  A peu près à la même époque en Bavière mais aussi peu à peu en France des graveurs talentueux exercent cette même activité[réf. nécessaire].
Progressivement la production d’images pieuses se déplace et prend un aspect réellement industriel en France qui, pendant deux siècles, sera le centre incontesté de cette activité. Plusieurs centaines d’éditeurs (on parle maintenant d’éditeurs et plus de graveurs, ce qui démontre bien le changement d’échelle) exercent en province mais surtout à Paris dans le quartier de la rue St Jacques jusque vers 1850, puis, pendant plus d’un siècle, dans le quartier St Sulpice, d’où le nom souvent retenu  d’ "imagerie Sulpicienne" (ou encore, sur un mode plus péjoratif, de "Bondieuseries sulpiciennes").
Même si les images pieuses sont dénuées de la valeur liturgique qu'on peut associer aux icônes et ne sont en origine qu’un simple objet de dévotion et support à la foi (parmi d’autres rites sacramentaux presque oubliés de nos jours comme médailles, scapulaires et statuettes), elles deviennent aussi auxiliaires actives dans la doctrine et une partie importante de la culture populaire visuelle des catholiques romains. Situés à mi-chemin entre l’objet religieux – considéré comme une relique - et le souvenir touristique ou l'objet à consommer, ces images de petite taille ont donc connu une grande prolifération des années 1830 à la fin des années 1950 en devenant les articles de dévotion les plus répandus dans la nouvelle culture de masse de la  société contemporaine.

## Usages
Au XIXe siècle se répandent les petites images que l'on peut insérer dans les textes imprimés, en particulier les missels, éventuellement comme marque-page ou comme support thématique.
Le dos contient généralement une prière, dont certains promettent une indulgence pour sa récitation (par exemple la prière à Jésus crucifié), ou des litanies pour inciter les croyants à réciter les prières et à se recueillir (l’image de l’angélus, placée dans la maison familiale, rappelle à chacun son devoir de chrétien).
L'habitude se développe aussi, vers le dernier quart de ce siècle, notamment avec le développement de la chromolithographie qui remplace peu à peu la gravure en taille douce, d'offrir des images en marge des cérémonies religieuses (baptême, communion, confirmation, funérailles, ordination), en tant que souvenirs : la famille achète avant le jour de la cérémonie un nombre suffisant d'images différentes et personnalisées avec un texte manuscrit ou imprimé rappelant l'identité, la nature de la cérémonie (sacrement), la date et lieu.
Les images dévotes sont aussi utilisées pour leur valeur de protection ("images de préservation"). Le fidèle qui porte souvent ses images épinglées sur ses vêtements ou dans ses poches s'en sert pour demander au saint personnage représenté sur l’image soit une faveur particulière soit une protection des accidents ou des maladies ou des petits maux (mal de gorge, crampes, insomnie). Certaines images, de petites taille et imprimées sur papier léger, sont même destinées à être avalées. La protection apportée par les images pieuses s’étend aux biens matériels: le Sacré-Cœur bénit les maisons où l’image de son cœur est exposée et honorée, une image de la Vierge protège des incendies la maison et les bâtiments où elle est posée, une image de saint Christophe dans la voiture prévient les possible accidents routiers.

## Le style graphique

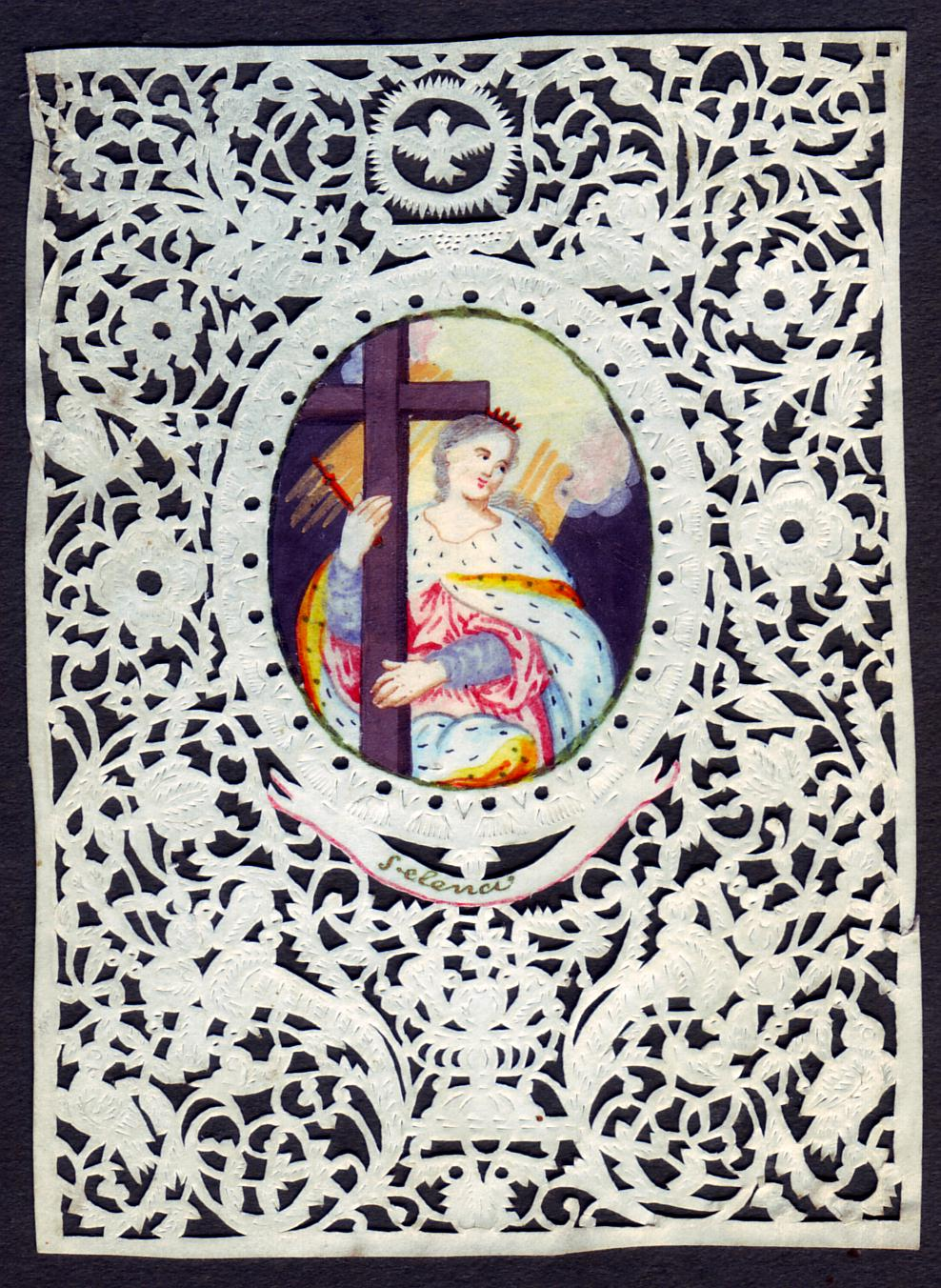
canivet français, représentant Ste Hélène
collect. Jacqueline Doussin)

Contrairement aux images de la période anversoises dont le style est largement influencé par les grands peintres et graveurs flamands, les petites images « sulpiciennes » sont considérées comme des exemples d’anonymat stylistique. Pourtant certains éditeurs, comme Basset, Bouasse-Lebel, Letaille, Villemur, Dopter, Turgis à Paris, Wentzel à Wissembourg et bien d’autres, français mais aussi suisses, bavarois ou praguois ont réalisé de petites merveilles de par la qualité de la gravure et la finesse des décorations imitant la dentelle.
Pour diversifier les images proposées aux fidèles, les images rectangulaires ont été complétées par des images découpées selon une autre forme, par exemple en ogive (évoquant les vitraux de certaines églises), ou pourvues d'un jour découpé selon un contour du sujet imprimé comme le contour d'un vitrail ; d'autres, de la famille dite des canivets, sont pourvues sur tout ou partie de leurs marges d'une délicate perforation imitant la dentelle. Il s'agit là d'une activité en soi (travail de cloître, au XVIIIe siècle, surtout en Allemagne mais aussi en France dans un style plus fin et élaboré), le découpage manuel au canif. Ce travail de découpure sera ensuite réalisé de manière semi-industrielle par les éditeurs à partir de 1850, ce sont les "images dentelles". Pendant une quarantaine d’années, à partir des années 1870, on trouve aussi de très belles images peintes à la main sur feuilles de gélatine séchées (improprement appelées « Rhodoïd ») ou réalisées à partir de bristol micro perforé permettant de décorer l’image de dessins géométriques artistiquement disposés.

## Les thématiques
Les thématiques de l'image pieuse sont innombrables. Elles dépeignent généralement:
- épisodes de la Bible;
- représentation de la Vierge ou du Christ;
- anges ou symboles religieux;
- scènes religieuses de saints (hagiographie);
- chemins de croix;
- cérémonies religieuses (déroulement de la messe).
- images allégoriques (colombes, calvaires)image dentelle éditée en 1854 représentant la Bienheureuse Anne-Marie Javouhey, éditeur Bouasse-Lebel, rue St Sulpice à Paris

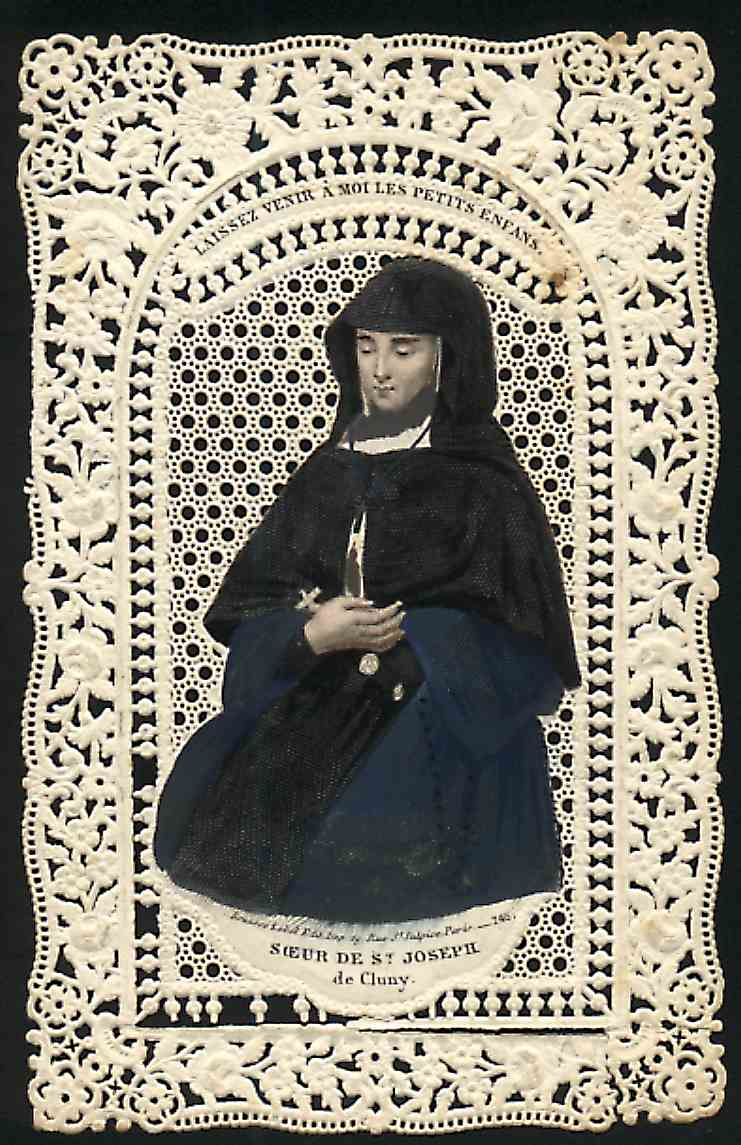
image dentelle éditée en 1854 représentant la Bienheureuse Anne-Marie Javouhey, éditeur Bouasse-Lebel, rue St Sulpice à Paris

- emblèmes...

## Collectionnisme
Les images pieuses et, par extension, toutes les expressions de piété populaire, font l’objet de collection de la part des canivettistes.
Indépendamment de leur sujet qui fut l'expression d'une foi, on peut en apprécier la délicatesse et la richesse ornementale. La bibliothèque dominicaine du Saulchoir à Paris, rue de la Glacière, sous l’action de son conservateur, le Frère Michel Albaric, sans doute la plus grande autorité de l'époque contemporaine en la matière, en a recueilli un certain nombre qui firent l'objet d'une exposition à Paris, en 1984 au Musée-Galerie de la Seita, Un Siècle d’images de piété, 1814-1914.
Une grande exposition fut organisée en 2016 au Kolumba Museum de Cologne, qui possède un fonds de 30 000 images pieuses, provenant de trois collections privées. Le catalogue a été publié (cf. bibliographie)

## Sources et bibliographie
- Boyadjian N. (1986) De L'Image Pieuse... Aux Saints Guérisseurs. L'Image De Piété Du XVIIe Au XXe Siècle, Esko Books, Anvers
- Cammarano F. et Florian A.  (2009) Santini e Storia di un Editore parigino Maison Bouasse-Lebel, Litostampa Mario Astegiano, Marene
- Comby  J; Diffusion et acculturation du christianisme : (XIXe-XXe siècle) : Vingt-cinq ans de recherches missiologiques par le CREDIC, Karthala, 670 p.  (ISBN 2845866755)
- Doussin J-P (2017) Petite histoire des images pieuses, 4e édition , chez l'auteur, Basse-Goulaine
- Glauben. Andachtsbildchen von A–Z (Kolumba Werkhefte und Bücher 47), bearbeitet von Stefan KRAUS und Ulrike SURMANN, Cologne, Kolumba, 2016.
- Hahn W. (2007) Un objet religieux et sa pratique Le chemin de croix « portatif » aux XIXe et XXe siècles en France, Le Cerf,  Paris, préface de Lerch D.
- Lessard P.(1981) Les petites images dévotes. Leur utilisation traditionnelle au Québec, Québec, Les Presses de l’Université Laval, 174 p.
- Rosenbaum-Dondaine (1984) C. ; Séguin J.-P. (Auteur des parties liminaires); Albaric M. (notes conjointes)  L'image de piété en France (1814-1914), Musée-Galerie de la SEITA, Paris
- Gianluca Lo Cicero (2016) I santini merlettati, Ed. Teomedia
- Schlaefli L., (2007) « Guerres mondiales et images pieuses », in Cahiers alsaciens d'archéologie d'art et d'histoire, no 50, p. 165-184
- Spamer A., Das kleine Andachtsbild vom XIV. bis zum XX. Jahrhundert, Bruckmann, Munich 1930, réédité en 1980
- Torres-Quevedo F. Etienne Azambre, le peintre des anges http://franzftqflhd.wixsite.com/etienne-azambre
- divers articles:
  - Bettega V. (1990), Les images Bristol, Le Vieux Papier Fasc. 315, janvier 1990 et  318, octobre 1990
  - Doussin J-P., (2014)De belles inconnues, les images pieuses sur gélatine, Le Vieux Papier, Fasc.411, janvier 2014 et (2019) étude complétée et mise à jour: "Parmi les petites images pieuses réalisées à la main,les images peintes sur feuille de gélatine" www.academia.edu/40471448/Parmi_les_petites_images_pieuses_réalisées_à_la_main_les_images_peintes_sur_feuille_de_gélatine
  - Doussin J-P., (2016) une grande famille d'éditeurs d' images pieuses : les Bouasse, Le Vieux Papier, Fasc.419, janvier 2016
  - Doussin J-P, (2017) imagerie religieuse, panorama de l'édition des "images dentelle" en France au XIXe siècle, Le Vieux Papier, Fasc.425, juillet 2017 et  www.academia.edu/45231728/Imagerie_religieuse_panorama_de_lédition_des_images_dentelle_en_France_au_XIXème_siècle
  - Fix P. (2013) Images  à avaler, breverl et fouets du diable, Le Vieux Papier Fasc. 407, janvier 2013
  - Fix P. (2014)  Les canivets français, Le Vieux Papier Fasc. 413, juillet 2014
  - Larène F. (1989) De l’artisanat des images dentelles, Le Vieux Papier Fasc. 314, octobre 1989
  - Magnien G. (1947) Canivets, découpures et silhouettes, Le Vieux Papier,  Fasc. 141, octobre 1947
  - Magnien (1963) Les collections de canivets, Le Vieux Papier, Fasc. 207, mars 1963
  - van Heurck E (1930) Les images de dévotion anversoises, De Gulden Passer, 8ème année, n°1, 1930